# Halibiu
Halibiu, auch Halibin oder Khalibi, war ein Längenmaß in der Walachei und Türkei und entsprach der Woll- und Tuchelle.
Diese Elle war die Große Elle, auch „der große Pik“ in der Türkei oder Cotu/Kotu/Kot genannt. Sie hatte 701 Millimeter (Dagegen war die Elle für Leinwand oder die „kleine Elle“ der Endesch/Endesé/Endaze mit einer Länge von 662 Millimeter.)
In der Walachei
- 1 Halibiu = 310,87 Pariser Linien = 701 Millimeter[3]
- 17 Halibiu = 18 Endesé

Aber es konnte auch gelten
- 1 Halibiu = 682 Millimeter (Walachei)
- 1 Halibiu =  671,3 Millimeter (Moldau)